# Amphipterum
Genre
Amphipterum est un genre obsolète de la famille des Hyménophyllacées. 

## Description
Aucune description n'a été fournie par Karel Bořivoj Presl : seule la description de Edwin Bingham Copeland existe.
La principale caractéristique est l'existence de pseudo-ailes sur le rachis.

## Liste des espèces
La liste des espèces est issue de l'index IPNI - The international plan names index à la date de mai 2012 :
- Amphipterum fuscum (Blume) C.Presl (1849) : voir Hymenophyllum fuscum (Blume) Bosch
- Amphipterum geluense (Rosenst.) Copel. (1938) : voir Hymenophyllum geluense Rosenst.
- Amphipterum humatoides Copel. (1941) : voir Hymenophyllum trichophorum (Alderw.) Ebihara & K.Iwats.
- Amphipterum laminatum (Copel.) Copel. (1938) : voir Hymenophyllum laminatum Copel.
- Amphipterum ledermannii (Brause) Copel. (1938) : voir Hymenophyllum ledermannii Brause

## Historique et position taxinomique
Le genre est nommé en 1849 par Karel Bořivoj Presl, avec comme espèce-type Amphipterum fuscum.
En 1905, Carl Frederik Albert Christensen en fait une section du sous genre Euhymenophyllum du genre Hymenophyllum
Puis Edwin Bingham Copeland, en en réalisant la première description, en fait d'abord en 1937 un sous-genre : Hymenophyllum subgen Amphipterum puis en 1938 le restitue comme genre à part entière.
En 1968,  Conrad Vernon Morton reprend le nom Amphipterum pour un faire une sous-section de la section Mecodium du sous-genre Mecodium du genre Hymenophyllum.
En 2006, Atsushi Ebihara, Jean-Yves Dubuisson, Kunio Iwatsuki, Sabine Hennequin et Motomi Ito placent la totalité des espèces qui ont été placées dans ce genre dans le genre Hymenophyllum, sous-genre Hymenophyllum.
La question du nom d'auteur est traitée différemment selon les index. L'index GRIN ne fait figurer que Edwin Bingham Copeland comme auteur : « (Copel.) Copel. ». L'index Tropicos (Jardin botanique du Missouri) donne comme auteur du genre « (Copel.) C.Presl ex Copel. » : il constate à juste titre que le genre créé par Karel Bořivoj Presl est invalide en raison de l'absence de description mais que cela n'invalide pas l'antériorité du nom donné par Presl. L'index IPNI a choisi de ne faire figurer que « C.Presl » comme nom d'auteur, à l'instar de Edwin Bingham Copeland lui-même, ce qui a été suivi ici.
En tant que genre, il est donc synonyme actuellement de Hymenophyllum subgen. Hymenophyllum.